# Zé Castro
José Eduardo Rosa Vale Castro, detto Zé Castro (Coimbra, 13 gennaio 1983), è un ex calciatore portoghese, di ruolo difensore.

## Carriera

### Club
Castro ha giocato per la squadra principale della sua città natale, l'Académica de Coimbra, disputando la SuperLiga portoghese dal 2003 al 2006. Precedentemente ha militato nelle divisioni giovanili del medesimo club; con l'Académica in tre stagioni segnò un'unica rete.
Nell'estate del 2006 passa in Spagna, nell'Atletico Madrid: con i Colchoneros fa il suo esordio il 4 novembre 2006 contro il Maiorca, entrando nella ripresa al posto di Pablo Ibáñez; una settimana più tardi segna la sua prima rete in maglia biancorossa nella gara contro il Villarreal.
Nell'estate del 2008 passa al Deportivo, prima in prestito, poi, l'anno seguente, a titolo definitivo; in cinque stagioni con il Deportivo, con cui ha segnato un'unica rete (il 23 novembre 2008 contro l'Athletic Bilbao) conosce la retrocessione al termine del campionato 2010-2011, ma anche l'immediata promozione grazie alla vittoria della Segunda División.
Nell'estate del 2013 torna a Madrid, stavolta con la maglia del Rayo Vallecano.

### Nazionale
Ha giocato 15 partite con la nazionale Under-21, segnando una rete e partecipando al Campionato europeo 2006 di categoria.
Nella nazionale maggiore portoghese ha giocata una partita in amichevole contro l'Estonia.

## Statistiche

### Presenze e reti nei club
Ultimo aggiornamento: 29 maggio 2014
| Stagione               | Squadra                | Campionato             | Campionato | Campionato | Coppe nazionali | Coppe nazionali | Coppe nazionali | Coppe continentali | Coppe continentali | Coppe continentali | Totale | Totale |
| Stagione               | Squadra                | Comp                   | Pres       | Reti       | Comp            | Pres            | Reti            | Comp               | Pres               | Reti               | Pres   | Reti   |
| ---------------------- | ---------------------- | ---------------------- | ---------- | ---------- | --------------- | --------------- | --------------- | ------------------ | ------------------ | ------------------ | ------ | ------ |
| 2003-2004              | Académica              | PL                     | 1          | 0          |                 | ?               | ?               |                    | ?                  | ?                  | ?      | ?      |
| 2004-2005              | Académica              | PL                     | 24         | 1          |                 | ?               | ?               |                    | ?                  | ?                  | ?      | ?      |
| 2005-2006              | Académica              | PL                     | 30         | 0          |                 | ?               | ?               |                    | ?                  | ?                  | ?      | ?      |
| Totale Academica       | Totale Academica       | Totale Academica       | 55         | 1          |                 | ?               | ?               |                    | 0                  | 0                  | 55+    | 1+     |
| 2006-2007              | Atletico Madrid        | PD                     | 22         | 2          |                 | ?               | ?               |                    | ?                  | ?                  | ?      | ?      |
| 2007-2008              | Atletico Madrid        | PD                     | 8          | 0          | CR              | 3               | 0               | CU                 | 3                  | 0                  | 14     | 0      |
| Totale Atletico Madrid | Totale Atletico Madrid | Totale Atletico Madrid | 30         | 2          |                 | 3               | 0               |                    | 3+                 | 0+                 | 36+    | 2+     |
| 2008-2009              | Deportivo              | PD                     | 29         | 1          | CR              | 3               | 0               | CU + CI            | 5+1                | 0                  | 38     | 1      |
| 2009-2010              | Deportivo              | PD                     | 10         | 0          | CR              | 5               | 0               |                    | -                  | -                  | 15     | 0      |
| 2010-2011              | Deportivo              | PD                     | 6          | 0          | CR              | 5               | 0               |                    | -                  | -                  | 11     | 0      |
| 2011-2012              | Deportivo              | SD                     | 27         | 0          | CR              | 1               | 0               |                    | -                  | -                  | 28     | 0      |
| 2012-2013              | Deportivo              | PD                     | 24         | 0          | CR              | 0               | 0               |                    | -                  | -                  | 24     | 0      |
| Totale Deportivo       | Totale Deportivo       | Totale Deportivo       | 96         | 1          |                 | 14              | 0               |                    | 6                  | 0                  | 116    | 1      |
| 2013-2014              | Rayo Vallecano         | PD                     | 19         | 0          | CR              | 1               | 0               | -                  | -                  | -                  | 20     | 0      |
| Totale                 | Totale                 | Totale                 | 201        | 4          |                 | 18+             | 0+              |                    | 9+                 | 0+                 | 228+   | 4+     |

### Cronologia presenze e reti in Nazionale
| Cronologia completa delle presenze e delle reti in nazionale ― Portogallo | Cronologia completa delle presenze e delle reti in nazionale ― Portogallo | Cronologia completa delle presenze e delle reti in nazionale ― Portogallo | Cronologia completa delle presenze e delle reti in nazionale ― Portogallo | Cronologia completa delle presenze e delle reti in nazionale ― Portogallo | Cronologia completa delle presenze e delle reti in nazionale ― Portogallo | Cronologia completa delle presenze e delle reti in nazionale ― Portogallo | Cronologia completa delle presenze e delle reti in nazionale ― Portogallo |
| Data                                                                      | Città                                                                     | In casa                                                                   | Risultato                                                                 | Ospiti                                                                    | Competizione                                                              | Reti                                                                      | Note                                                                      |
| ------------------------------------------------------------------------- | ------------------------------------------------------------------------- | ------------------------------------------------------------------------- | ------------------------------------------------------------------------- | ------------------------------------------------------------------------- | ------------------------------------------------------------------------- | ------------------------------------------------------------------------- | ------------------------------------------------------------------------- |
| 10-6-2009                                                                 | Tallinn                                                                   | Estonia                                                                   | 0 – 0                                                                     | Portogallo                                                                | Amichevole                                                                | -                                                                         | 89’                                                                       |
| Totale                                                                    |                                                                           | Presenze                                                                  | 1                                                                         |                                                                           | Reti                                                                      | 0                                                                         |                                                                           |

## Palmarès

### Club
- Segunda División (Spagna): 1

Deportivo: 2011-2012